# Samson et Dalila
Samson et Dalila je francouzský němý film z roku 1902. Režisérem je Ferdinand Zecca (1864–1947). Film trvá zhruba šest minut.
Film se inspiroval biblickým příběhem o Samsonovi a Delile z knihy Soudců. Ve Spojených státech film vyšel pod názvem Samson and Delilah a premiéru měl 25. dubna 1904.